# Peneu
Peneu é um satélite natural do asteroide denominado de 41 Dafne.

## Descoberta
O satélite foi descoberto no dia 28 de março de 2008.

## Características físicas
Segundo as observações preliminares feitas até agora, este sistema binário tem a relação de tamanho mais extremo conhecido. O mesmo tem um diâmetro com menos de dois quilômetros. Ele tem uma separação projetada de 443 quilômetros e um período orbital com cerca de 1,1 dias.